# Xã Norwood, Michigan
Xã Norwood (tiếng Anh: Norwood Township) là một xã thuộc quận Charlevoix, tiểu bang Michigan, Hoa Kỳ. Năm 2010, dân số của xã này là 723 người.